# Pronephrium lakhimpurense
Pronephrium lakhimpurense är en kärrbräkenväxtart som först beskrevs av Eduard Rosenstock och som fick sitt nu gällande namn av Richard Eric Holttum.
Pronephrium lakhimpurense ingår i släktet Pronephrium och familjen Thelypteridaceae. Inga underarter finns listade i Catalogue of Life.